# Прапор Аландських островів

попередній прапор (1922-1954)

Прапор Аландських островів — офіційний символ однойменної автономної провінції Фінляндії з 1954 року. Неофіційно прапор був створений 1935 року . 
Прапор Аландів схожий на шведський, тобто є прямокутним полотнищем синього кольору зі скандинавським хрестом жовтого кольору. Однак жовтий хрест на Аландському прапорі ширше і в нього вставлений скандинавський хрест червоного кольору. 
З 1922 року до 1954 року використовувався синьо-жовто-синій прапор. Зараз він також використовується на неофіційному рівні. 
Прапор Оркнейських островів в Шотландії, створений 2007 року, є повною протилежністю прапора Аландських островів.

## Кольори
| Кольорова схема | Синій        | Жовтий      | Червоний    |
| --------------- | ------------ | ----------- | ----------- |
| RGB             | 0-100-174    | 255-211-0   | 219-15-22   |
| HEX             | #0064AD      | #FFD300     | #DA0E15     |
| CMYK            | 100-54-2-0   | 0-16-100-0  | 6-100-100-0 |
| Pantone         | 2945C / 300U | 116C / 109U | 186C / 185U |